# Számossági adaptációs hatás

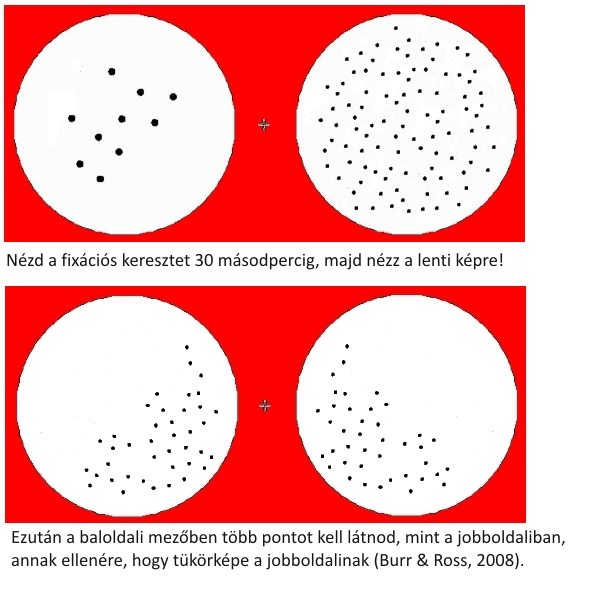
Példa a számossági adaptációs hatásra

A számossági adaptációs-hatás egy olyan észlelési jelenség, mely a numerikus ingerek automatikus, nem tudatos feldolgozását demonstrálja. Az emberi számérzékhez köthető jelenséget először 2008-ban mutatták ki.
Mostanáig ezt a jelenséget csak ellenőrzött, laboratóriumi feltételek között mutatták be. Az illusztrációra tekintve, az embernek az a benyomása támad, hogy az alsó rész bal oldali területén jóval több pont látható, mint a jobb oldalin, amennyiben előtte legalább 30 másodpercig a felső képet nézte, annak ellenére, hogy az alsó ábra mindkét oldalán pontosan ugyanannyi pont található. Emellett, ilyenkor az emberek hajlamosak alulbecsülni az alsó kép területén található pontok számosságát.
Mindkét hatás független az illusztráció nem numerikus változóinak manipulálásától, ezért nem lehet megmagyarázni az ábrák méretével, sűrűségével, vagy kontrasztosságukkal.
Talán a leglenyűgözőbb aspektusa a számossági adaptációs-hatásnak, hogy a kép vizuális feldolgozása során azonnal megjelenik, a tudatos kontroll lehetősége nélkül – vagyis hiába tudja a szemlélő, hogy a pontok száma megegyezik, minden törekvése ellenére kevesebbet fog látni. Ez egy speciálisan automatikus feldolgozórendszert sejtet a háttérben, Burr és Ross(2008) szavaival élve:
Pont ahogy közvetlen vizuális érzékletünk van fél tucatnyi érett meggy pirosságáról, ugyanígy érzékeljük hatszerűségüket.

## Lehetséges magyarázatok
Kevés javaslat született a jelenségek magyarázatára. Vita folyt az erősebb sűrűség- és gyengébb számosság-függőségről, vagyis arról, hogy a pontok számossága (mennyi van belőlük?), vagy a téri sűrűségük (milyen távol vannak egymástól?) a döntő. Úgy tűnik, hogy a téri sűrűségnek egy speciális csúcsossága és a számosság hatékonysága úgy korrelál egymással, hogy csak a hatás szempontjából kiemelt jelentőségű területre eső pontok befolyásolják mérhetően a jelenséget.
Az eredeti kísérletben, mint az illusztrációban is, a pontok mindig vagy fekete alapon fehérek, vagy fehér alapon feketék voltak, ezekre az ábrákra azonban nem alkalmazható a csúcsossági mutató. A sűrűségi magyarázat sem teszi érthetőbbé a jelenségeket, ugyanis a bal oldali mező több ponttá adaptálódik, a jobb oldali kevesebbé, és ezek szelektíven érvényesek a releváns ingerekre. Nem az egész képen lévő pontok száma váltja ki a jelenséget, hanem csak azok, amik a megfelelő helyen találhatóak. A hatás háttere nagyrészt még mindig ismeretlen.